# Синя тигрова риба
Сините тигрови риби (Hydrocynus tanzaniae) са вид актиноптери от семейство Африкански тетри (Alestidae).
Те са незастрашен вид.
Таксонът е описан за пръв път от Уилям Брюстър през 1986 година.